# Ethnikos Omilos Filathlōn Peiraiōs Falīrou (pallavolo maschile)
L'Ethnikos Omilos Filathlōn Peiraiōs Falīrou è una società di pallavolo maschile, con sede a Il Pireo: fa parte dell'omonima società polisportiva.

## Storia
L'Ethnikos Omilos Filathlōn Peiraiōs Falīrou nasce nel 1924, all'interno dell'omonima società polisportiva. Partecipa alla prima competizione ufficiale quattordici anni dopo, ossia alla Panellīnio Prōtathlīga 1938, classificandosi quarto nel suo girone. Per oltre quarant'anni impegnato nella pallavolo amatoriale, partecipa alla A' Ethnikī nella stagione 1974-75, retrocedendo al termine della stagione seguente.
Nel campionato 1979-80 torna a calcare i campi della massima divisione greca, retrocedendo dopo un biennio e facendo una nuova apparizione in A' Ethnikī nella stagione 1989-90. Dopo tre annate in A2 Ethnikī, nel 2017 centra nuovamente la promozione in Volley League, partecipando al campionato 2017-18: nell'estate 2018 il club non ottiene la licenza per partecipare al campionato seguente, venendo estromesso dalla Volley League.

## Rosa 2017-2018
| N° | Nome                    | Ruolo | Data di nascita   | Nazionalità sportiva |
| -- | ----------------------- | ----- | ----------------- | -------------------- |
| 1  | Giannīs Mantekas        | S     | 3 agosto 1985     | Grecia               |
| 3  | Alexandros Tournakīs    | C     | 2 gennaio 1995    | Grecia               |
| 4  | Andrew McWilliam        | S     | 2 aprile 1991     | Canada               |
| 5  | Kōstas Dīmītoulīs       | P     | 15 gennaio 1995   | Grecia               |
| 6  | Casey Knight            | O     | 1º settembre 1992 | Canada               |
| 7  | Euthymios Adamopoulos   | L     | 10 novembre 1985  | Grecia               |
| 8  | Dīmītrīs Chatzīnikolaou | S     | 16 luglio 1999    | Grecia               |
| 9  | Matthew Seifert         | C     | 11 dicembre 1992  | Stati Uniti          |
| 10 | Achilleas Mpasīs        | C     | 13 marzo 1994     | Grecia               |
| 11 | Kyriakos Spyriounīs     | S     | 1º settembre 1997 | Grecia               |
| 12 | Sercan Abanoz           | P     | 9 luglio 1986     | Turchia              |
| 13 | Eduardo Ramos Perez     | O     | 13 settembre 1998 | Grecia               |
| 14 | Giannīs Stylianou       | C     | 26 giugno 1990    | Grecia               |
| 15 | Vasilīs Karasavvidīs    | L     | 17 marzo 1995     | Grecia               |
| 16 | Chrīstos Voloudakīs     | L     | 13 febbraio 1988  | Grecia               |